# Rogožarski IK-3
Rogožarski IK-3 – jednomiejscowy samolot myśliwski produkcji jugosłowiańskiej z czasów II wojny światowej. Uznawany za najlepszy jugosłowiański myśliwiec tego okresu.

## Historia
Maszyna IK-3, opracowana jako następca myśliwskiego górnopłatu ze skrzydłami typu M – samolotu Ikarus IK-2. Była pierwszym „nowoczesnym” myśliwcem, dolnopłatem z zakrytą kabiną i chowanym podwoziem. Prototyp powstał ze środków prywatnych inwestorów, oblatano go zaś wiosną 1938 roku. Pomimo katastrofy tej maszyny, typ został skierowany do produkcji. W pierwszych 12 egzemplarzach wprowadzono znaczne zmiany w budowie owiewki kabiny i podwozia, zwiększono nieco moc silnika i wzmocniono konstrukcję kadłuba. Wszystkie maszyny dostarczono do lipca 1939 roku. Wykorzystywano je w 161. i 162. Eskadrila (51. Grupa) stacjonujących w Zemunie. Po niemieckiej napaści w kwietniu 1941 roku samoloty te odniosły pewne sukcesy, strąciwszy 11 samolotów nieprzyjaciela. Ocalałe maszyny zniszczono na lotnisku zapasowym w Weliki Radinci, by nie wpadły w ręce Niemców.

## Wersje
- IK-3 – jedyna wersja samolotu z modernizacjami